# 신한은행 프로리그 09-10
신한은행 프로리그 09-10(Shinhan Bank Proleague 09-10, 프로리그 0910)은 프로리그의 14번째 시즌이고 통합리그로는 6번째로 치러지는 프로리그이며 신한은행의 스폰서로 치러지는 4번째 프로리그이다. 리그 진행방식은 지난 시즌과 동일하게 진행되며 2009년 10월 10일부터 리그 일정에 들어가 2010년 8월 7일 KT 롤스터의 우승으로 막을 내렸다.

## 리그개요
- 리그일정 : 2009년 10월 10일 ~ 2010년 8월 7일

1라운드 : 2009년 10월 10일 ~ 2009년 12월 1일
2라운드 : 2009년 12월 5일 ~ 2010년 1월 19일
3라운드 : 2010년 1월 24일 ~ 2010년 3월 16일 → [3라운드는 승자연전 방식으로 진행]
4라운드 : 2010년 4월 10일 ~ 2010년 5월 25일
5라운드 : 2010년 5월 30일 ~ 2010년 7월 13일
- 위너스리그 포스트시즌 일정 : 2010년 3월 20일 ~ 2010년 4월 3일

- 포스트시즌 일정 : 2010년 7월 17일 ~ 2010년 8월 7일

- 올스타전 일정: 2010년 8월 14일

- 경기방식[1]
  - 정규리그 : 5Round 단일리그 (3Round는 7전 4선승 승자연전방식의 '위너스리그'를 예년과 같이 진행)
  - 포스트 시즌
    - 포스트시즌 방식은 지난 시즌과 동일하게 6강 플레이오프부터 플레이오프 다전제로 치러진다.
    - 위너스리그는 지난 시즌과 동일하게 1위 ~ 4위까지만 참가한다.
    - 지난 시즌과는 달리 3차전을 단판 에이스결정전이 아닌 1, 2차전과 동일한 7전 4선승제 방식으로 진행된다.
    - 결승전은 단판으로 진행된다.

- 특이사항
  - 개막일 : 2009년 10월 10일
  - 개막전 : 온게임넷: SK텔레콤 T1 vs 웅진 스타즈, MBC게임: KT 롤스터 vs 이스트로
  - MBC게임 해설위원이던 강민 해설위원이 온게임넷 해설로 이적으로 인한 중계진 변경
  - SK텔레콤 고인규, 프로리그 09-10 시즌 출정식에서 선서함(지난 시즌 우승 팀 주장이 선수 대표 선서를 했다.)
  - 임요환, 화승의 박준오 상대로 핵을 날려 355일만에 프로리그 승리하여 검색어 1위에 오름[2]
  - MBC게임, 프로리그 최초로 경기 중 실시간으로 경기 시간 표시 시작
  - 엔트리 현장공개로 변경 및 종족의무출전제 폐지
  - MBC게임, 4라운드부터 프로리그 중계진 개편
  - e스포츠 최초로 스타크래프트 승부조작 사건이 일어남
- 결승전 초대가수:아이유 (2년 연속)

## 09-10시즌 결과
| 보기 | 보기                           |
| ---- | ------------------------------ |
|      | 우승                           |
|      | 준우승                         |
|      | 플레이오프                     |
|      | 준플레이오프                   |
|      | 6강 플레이오프                 |
|      | 포스트시즌 결승전 진출         |
|      | 포스트시즌 플레이오프 진출     |
|      | 포스트시즌 6강 플레이오프 진출 |
|      | 포스트시즌 탈락                |

| 순위 | 팀              | 경기수 | 승 | 패 | 승점 | 승률  | 개인세트    | 벌점 | 포스트시즌 결과      |
| ---- | --------------- | ------ | -- | -- | ---- | ----- | ----------- | ---- | -------------------- |
| 1    | KT 롤스터       | 55     | 38 | 17 | 46   | 69.1% | 149승 103패 | 0    | 우승                 |
| 2    | STX SouL        | 55     | 32 | 23 | 5    | 58.2% | 130승 124패 | 1    | 플레이오프(3위)      |
| 3    | SK텔레콤 T1     | 55     | 31 | 24 | 15   | 56.4% | 127승 112패 | 0    | 준우승               |
| 4    | MBC게임 히어로  | 55     | 31 | 24 | 14   | 56.4% | 129승 113패 | 2    | 6강 플레이오프 (5위) |
| 5    | 위메이드 폭스   | 55     | 30 | 25 | 18   | 54.5% | 135승 117패 | 0    | 준플레이오프(4위)    |
| 6    | CJ 엔투스       | 55     | 30 | 25 | 7    | 54.5% | 129승 122패 | 0    | 6강 플레이오프 (6위) |
| 7    | 웅진 스타즈     | 55     | 28 | 27 | 16   | 50.9% | 134승 118패 | 0    | 진출 실패            |
| 8    | 화승 OZ         | 55     | 28 | 27 | 4    | 50.9% | 125승 121패 | 0    | 진출 실패            |
| 9    | 삼성전자 칸     | 55     | 27 | 28 | -12  | 49.1% | 115승 126패 | 1    | 진출 실패            |
| 10   | 이스트로        | 55     | 23 | 32 | -10  | 41.8% | 120승 130패 | 0    | 진출 실패            |
| 11   | 하이트 스파키즈 | 55     | 22 | 33 | -23  | 40.0% | 107승 129패 | 1    | 진출 실패            |
| 12   | 공군 ACE        | 55     | 10 | 45 | -86  | 18.2% | 76승 161패  | 1    | 진출 실패            |

## 포스트시즌

### 6강 플레이오프

#### 3위 vs 6위
1차전
| 2010년 7월 17일 오후 1시(KST) |       |                            |                                |
| SK텔레콤 T1 (정규시즌 3위팀)  | 2 : 4 | CJ 엔투스 (정규시즌 6위팀) | 문래동 LOOX MBC게임 히어로센터 |

| 순 | 선수      | 맵              | 선수      |
| -- | --------- | --------------- | --------- |
| 1  | 어윤수 승 | 매치포인트      | 패 장윤철 |
| 2  | 도재욱 패 | 폴라리스 랩소디 | 승 진영화 |
| 3  | 이승석 패 | 신 단장의 능선  | 승 김정우 |
| 4  | 김택용 승 | 투혼            | 패 변형태 |
| 5  | 박재혁 패 | 심판의 날       | 승 신동원 |
| 6  | 정명훈 패 | 포트리스        | 승 조병세 |
| 7  | －        | Grandline SE    | －        |

- 주관 : MBC게임

2차전
| 2010년 7월 18일 오후 1시(KST) |       |                            |                |
| SK텔레콤 T1 (정규시즌 3위팀)  | 4 : 3 | CJ 엔투스 (정규시즌 6위팀) | 용산상설경기장 |

| 순 | 선수      | 맵              | 선수      |
| -- | --------- | --------------- | --------- |
| 1  | 정명훈 패 | 포트리스        | 승 조병세 |
| 2  | 이승석 승 | Grandline SE    | 패 변형태 |
| 3  | 박재혁 패 | 심판의 날       | 승 김정우 |
| 4  | 도재욱 승 | 폴라리스 랩소디 | 패 신동원 |
| 5  | 어윤수 패 | 매치포인트      | 승 장윤철 |
| 6  | 김택용 승 | 투혼            | 패 진영화 |
| 7  | 정명훈 승 | 신 단장의 능선  | 패 김정우 |

- 주관 : 온게임넷

3차전
| 2010년 7월 20일 오후 6시(KST) |       |                            |                                |
| SK텔레콤 T1 (정규시즌 3위팀)  | 4 : 3 | CJ 엔투스 (정규시즌 6위팀) | 문래동 LOOX MBC게임 히어로센터 |

| 순 | 선수      | 맵              | 선수      |
| -- | --------- | --------------- | --------- |
| 1  | 김택용 승 | 투혼            | 패 장윤철 |
| 2  | 도재욱 승 | 포트리스        | 패 조병세 |
| 3  | 정명훈 패 | 심판의 날       | 승 신동원 |
| 4  | 이승석 패 | 매치포인트      | 승 김정우 |
| 5  | 고인규 승 | Grandline SE    | 패 정우용 |
| 6  | 박재혁 패 | 신 단장의 능선  | 승 진영화 |
| 7  | 김택용 승 | 폴라리스 랩소디 | 패 장윤철 |

- 주관 : MBC게임

#### 4위 vs 5위
1차전
| 2010년 7월 17일 오후 1시(KST)   |       |                                |                |
| MBC게임 히어로 (정규시즌 4위팀) | 4 : 3 | 위메이드 폭스 (정규시즌 5위팀) | 용산상설경기장 |

| 순 | 선수      | 맵              | 선수      |
| -- | --------- | --------------- | --------- |
| 1  | 김재훈 승 | 폴라리스 랩소디 | 패 박성균 |
| 2  | 박수범 패 | 투혼            | 승 이영한 |
| 3  | 박지호 패 | 신 단장의 능선  | 승 박세정 |
| 4  | 염보성 승 | Grandline SE    | 패 신노열 |
| 5  | 김동현 패 | 심판의 날       | 승 전상욱 |
| 6  | 이재호 승 | Roadrunner      | 패 전태양 |
| 7  | 고석현 승 | 매치포인트      | 패 전태양 |

- 주관 : 온게임넷

2차전
| 2010년 7월 18일 오후 1시(KST)   |       |                                |                                |
| MBC게임 히어로 (정규시즌 4위팀) | 2 : 4 | 위메이드 폭스 (정규시즌 5위팀) | 문래동 LOOX MBC게임 히어로센터 |

| 순 | 선수      | 맵              | 선수      |
| -- | --------- | --------------- | --------- |
| 1  | 이재호 승 | Roadrunner      | 패 전태양 |
| 2  | 김태훈 패 | 심판의 날       | 승 이영한 |
| 3  | 김재훈 패 | 폴라리스 랩소디 | 승 박성균 |
| 4  | 염보성 패 | 매치포인트      | 승 박세정 |
| 5  | 박수범 승 | 투혼            | 패 전상욱 |
| 6  | 고석현 패 | Grandline SE    | 승 신노열 |
| 7  | －        | 신 단장의 능선  | －        |

- 주관 : MBC게임

3차전
| 2010년 7월 20일 오후 6시(KST)   |       |                                |                |
| MBC게임 히어로 (정규시즌 4위팀) | 3 : 4 | 위메이드 폭스 (정규시즌 5위팀) | 용산상설경기장 |

| 순 | 선수      | 맵              | 선수      |
| -- | --------- | --------------- | --------- |
| 1  | 김재훈 승 | 심판의 날       | 패 이영한 |
| 2  | 염보성 패 | 투혼            | 승 신노열 |
| 3  | 박수범 승 | 폴라리스 랩소디 | 패 박성균 |
| 4  | 고석현 패 | Grandline SE    | 승 전상욱 |
| 5  | 이재호 패 | Roadrunner      | 승 전태양 |
| 6  | 박지호 승 | 신 단장의 능선  | 패 박세정 |
| 7  | 이재호 패 | 매치포인트      | 승 박세정 |

- 주관 : 온게임넷

### 준플레이오프
1차전
| 2010년 7월 24일 오후 1시(KST) |       |                             |                |
| SK텔레콤 T1 (6강 승리팀1)     | 4 : 1 | 위메이드 폭스 (6강 승리팀2) | 용산상설경기장 |

| 순 | 선수      | 맵              | 선수      |
| -- | --------- | --------------- | --------- |
| 1  | 이승석 승 | Roadrunner      | 패 이예훈 |
| 2  | 김택용 승 | 폴라리스 랩소디 | 패 박세정 |
| 3  | 어윤수 승 | 매치포인트      | 패 전태양 |
| 4  | 고인규 패 | 투혼            | 승 신노열 |
| 5  | 도재욱 승 | Grandline SE    | 패 전상욱 |
| 6  | －        | 심판의 날       | －        |
| 7  | －        | 신 단장의 능선  | －        |

2차전
| 2010년 7월 25일 오후 1시(KST) |       |                             |                |
| SK텔레콤 T1 (6강 승리팀1)     | 4 : 3 | 위메이드 폭스 (6강 승리팀2) | 용산상설경기장 |

| 순 | 선수      | 맵              | 선수      |
| -- | --------- | --------------- | --------- |
| 1  | 이승석 패 | 심판의 날       | 승 이영한 |
| 2  | 도재욱 승 | Grandline SE    | 패 박성균 |
| 3  | 정명훈 승 | 매치포인트      | 패 전태양 |
| 4  | 박재혁 승 | 신 단장의 능선  | 패 박세정 |
| 5  | 어윤수 패 | Roadrunner      | 승 신노열 |
| 6  | 김택용 패 | 투혼            | 승 전상욱 |
| 7  | 김택용 승 | 폴라리스 랩소디 | 패 박세정 |

- 주관 : 온게임넷

### 플레이오프
1차전
| 2010년 7월 31일 오후 1시(KST) |       |                                   |                                |
| STX SouL (정규시즌 2위팀)     | 3 : 4 | SK텔레콤 T1 (준플레이오프 승리팀) | 문래동 LOOX MBC게임 히어로센터 |

| 순 | 선수      | 맵             | 선수      |
| -- | --------- | -------------- | --------- |
| 1  | 이신형 승 | 매치포인트     | 패 정명훈 |
| 2  | 김현우 패 | Roadrunner     | 승 고인규 |
| 3  | 조일장 승 | Grandline SE   | 패 이승석 |
| 4  | 김구현 패 | 투혼           | 승 김택용 |
| 5  | 김윤환 승 | 심판의 날      | 패 박재혁 |
| 6  | 김동건 패 | 포트리스       | 승 도재욱 |
| 7  | 조일장 패 | 신 단장의 능선 | 승 정명훈 |

2차전
| 2010년 8월 1일 오후 1시(KST) |       |                                   |                                |
| STX SouL (정규시즌 2위팀)    | 3 : 4 | SK텔레콤 T1 (준플레이오프 승리팀) | 문래동 LOOX MBC게임 히어로센터 |

| 순 | 선수      | 맵             | 선수      |
| -- | --------- | -------------- | --------- |
| 1  | 김윤중 패 | 신 단장의 능선 | 승 정명훈 |
| 2  | 김구현 승 | 아웃사이더 SE  | 패 김택용 |
| 3  | 김현우 승 | 심판의 날      | 패 도재욱 |
| 4  | 조일장 패 | Grandline SE   | 승 이승석 |
| 5  | 김윤환 승 | 투혼           | 패 어윤수 |
| 6  | 김동건 패 | Roadrunner     | 승 고인규 |
| 7  | 김구현 패 | 매치포인트     | 승 정명훈 |

- 주관 : MBC게임

### 결승전
| 2010년 8월 7일 오후 5시(KST) |       |                                 |                               |
| KT 롤스터 (정규시즌 1위팀)   | 4 : 2 | SK텔레콤 T1 (플레이오프 승리팀) | 광안리 해수욕장 관중수: 3만명 |

| 순 | 선수      | 맵              | 선수      |
| -- | --------- | --------------- | --------- |
| 1  | 우정호 승 | 신 단장의 능선  | 패 고인규 |
| 2  | 김대엽 승 | 폴라리스 랩소디 | 패 김택용 |
| 3  | 박지수 패 | 포트리스        | 승 도재욱 |
| 4  | 박재영 승 | Grandline SE    | 패 이승석 |
| 5  | 고강민 패 | 매치포인트      | 승 정명훈 |
| 6  | 이영호 승 | 심판의 날       | 패 박재혁 |
| 7  | －        | 투혼            | －        |

- 주관 : 온게임넷

| 신한은행 프로리그 09-10 우승 |
| ---------------------------- |
| KT 롤스터 (첫 번째 우승)     |

## 대회 결과
- 우승 :KT 롤스터, 준우승 :SK텔레콤 T1, 3위 :STX SouL, 4위 :위메이드 폭스, 5위 :MBC게임 히어로, 6위 :CJ 엔투스

## 중계진
- 온게임넷 (1~3R)
  - 토 : 전용준, 박용욱, 우승기
  - 일 : 전용준, 우승기, 강민
  - 월 : 정소림, 김창선, 박용욱
  - 화 : 성승헌, 박용욱, 강민
  - 수 : 성승헌, 김창선, 우승기
- 온게임넷 (4~5R)
  - 토 : 전용준, 엄재경, 우승기
  - 일 : 전용준, 김태형, 박용욱
  - 월 : 정소림, 엄재경, 김창선
  - 화 : 성승헌, 김태형, 우승기
  - 수 : 성승헌, 김창선, 박용욱
- MBC게임 (1~2R)
  - 토 : 박상현, 이승원, 유대현
  - 일 : 김철민, 임성춘, 정인호
  - 월 : 박상현, 이승원, 유대현
  - 화 : 김철민, 임성춘, 유대현
  - 수 : 박상현, 이승원, 정인호
- MBC게임 (3~5R)
  - 토 : 김철민, 유대현, 한승엽
  - 일 : 박상현, 이승원, 임성춘
  - 월 : 김철민, 유대현, 한승엽
  - 화 : 박상현, 이승원, 임성춘
  - 수 : 박상현, 이승원, 유대현

### 오프닝 보기
- 프리매치 오프닝
- 온게임넷 버전 (쇼트버전)
- 온게임넷 버전 (풀버전)
- MBC게임 버전 (원본)
- MBC게임 버전 (5라운드)
- 위너스리그 오프닝 (온게임넷)
- 위너스리그 오프닝 (MBC게임)
- 결승전 오프닝 (SKT vs KT)